# Вид, Густав

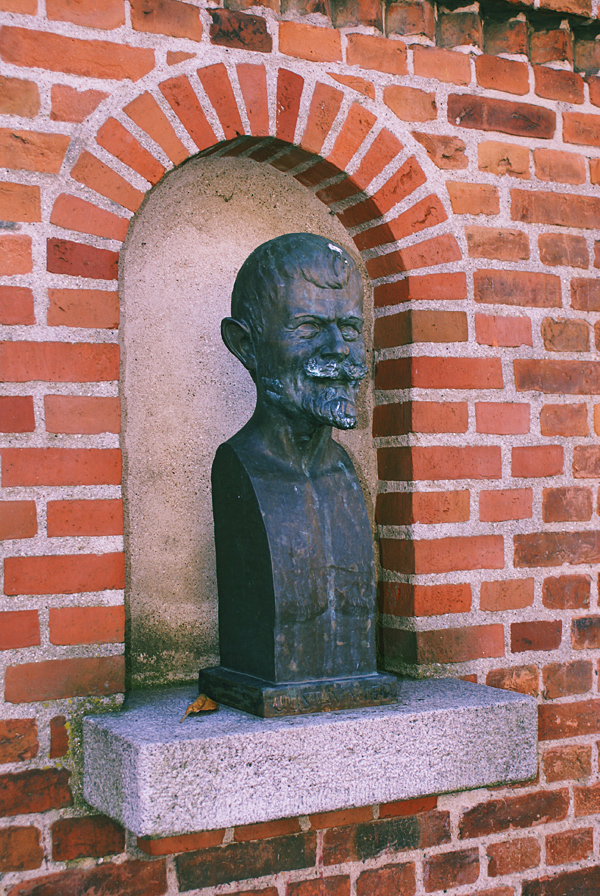
Бюст Густава Вида скульптора Э. Брандес (1908)

Густав Йоханнес Вид (дат. Gustav Wied; 6 марта 1858, имении Хольмегард близ Наксков — 24 октября 1914, Роскилле, о. Зеландия) — датский прозаик, поэт, драматург, критик.

## Биография
Сын помещика. С юности перепробовал себя в разных профессиях, работал приказчиком в книжной лавке, писарем у адвоката, в 28 лет сдал экзамен на домашнего учителя, пока в 1889 году не занялся литературным творчеством. Все свои злоключения, вплоть до тюремного заключения, испытанные им лично, отразил в своих произведениях, в которых неизменно звучал протест против лжи буржуазного общества.

## Творчество
Представитель натурализма, поднимавший в своих работах острые моральные проблемы современного общества, боролся с ханжеством и лицемерием датской буржуазии.
Как прозаик, дебютировал в 1891 году с романом «Силуэты», за которым последовал ряд сборников реалистических новелл и романов. Большинство работ первого периода Г. Вида отражает его личные черты. Автобиографические элементы переплетаются в них с социальной проблематикой («Детские души» (1893), «В юные годы» (1895), «Человеческое детство» (1894), «Весёлые истории» (1896)).
Второй период творчества Г. Вида окрашен модернизмом и влиянием пессимизма, носит сатирический характер.
Первыми его пьесами были — «Возвращение домой» (1889), «Брачная ночь» (1892). Среди пьес, написанных драматургом после 1890-х годов, выделяются, так называемые, сатанинские комедии — своеобразный жанр комедии, созданный им преимущественно для чтения. В этих пьесах реплики действующих лиц чередуются с развёрнутыми авторскими ремарками, являющимися своего рода режиссёрскими комментариями.
Лучшие произведения этого жанра — цикл одноактных комедий «Дворянство, духовенство, буржуа, крестьянство» (1897), комедия «Белка в колесе» (1905). В них Г. Вид разоблачает продажность и лицемерие буржуазного общества. Эти пьесы отличаются мастерством диалога и характеристиками героев.
Однако, как и во всём творчестве Г. Вида, критика действительности носит в них вследствие биологического подхода к объяснению социальных явлений пессимистический характер. Недостатки композиции и крайний натурализм делали их непригодными для постановки на сцене.
Успехом пользовались комедии Г. Вида «Старый павильон» (1901), «Волевые люди» (поставленная под названием «2×2=5», 1906) и др., являющиеся инсценировками прозы автора уступающие «сатанинским комедиям» по глубине идейного содержания и сатирической остроте.
На рубеже веков Г. Вид пользовался значительным успехом, и его творчество сравнивали с работами Ги де Мопассана.
Со временем терял популярность, заболел, страдая от сильных болей кишечного тракта. Из-за возникших финансовых проблем впал в депрессию и в 1914 году совершил самоубийство с передозировкой цианида калия.

## Избранные произведения
- Silhouetter (1891)
- Slægten (1898, роман)
- Livsens ondskab (1899, роман)
- Skærmydsler (1901, драма)
- Knagsted (1902, роман)
- Dansemus (1905, драма)
- Fædrene æde Druer (1908, роман)

Ряд произведений автора был экранизирован.

## Избранная фильмография
- 1911 — Kærlighed og selvmord (короткометражный)
- 1914 — Огонь / Das Feuer
- 1941 — Thummelumsen
- 1971 — Эротика (ТВ) / Erotik
- 1972 — Livsens ondskab (мини-сериал)
- 1978 — Наследие / Slægten
- 1993 — Sort høst